# Keith Levene

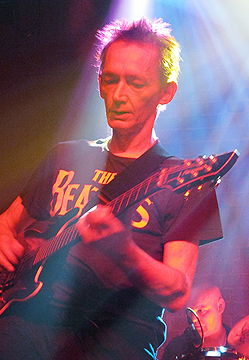
Keith Levene (2012)

Julian Keith Levene (* 18. Juli 1957 in London; † 11. November 2022 in Norfolk) war ein britischer Musiker (Multiinstrumentalist, hauptsächlich Gitarre, Synthesizer, Bass).

## Leben und Wirken
Im Alter von circa 14 Jahren war Levene ein großer Fan der Band Yes. Eine Zeit lang begleitete er die Band sogar als Roadie.
Im April 1976 gründete er mit Mick Jones und Bernie Rhodes eine Band, welche sich später zu The Clash entwickeln sollte. Keith Levene war aktiv daran beteiligt Joe Strummer davon zu überzeugen, die 101’ers zu verlassen und sich The Clash anzuschließen. Bei einem Gig der Sex Pistols, bei welchem The Clash als Vorband auftraten, bot Levene John Lydon an, dass wenn sich die Pistols jemals trennen sollten, sie etwas zusammen machen sollten. Im September desselben Jahres verließ Levene aufgrund von musikalischen Differenzen die Band. Obwohl er noch vor den Aufnahmen für das Debütalbum gegangen war, hatte er laut eigener Aussage fast an allen Songs des Albums mitgeschrieben, offiziell allerdings nur Credits für Whats My Name bekommen.
Nach seinem Ende bei The Clash war Levene kurzzeitig mit Barry Jones und Steve Doir in der Band The Quickspurts. 1977 war er zudem Teil der kurzlebigen Punkband The Flowers of Romance (mit u. a. Sid Vicious und Viv Albertine). Während dieser Zeit schrieb er zusammen mit Vicious den umstrittenen Song Belsen Was A Gas, wobei Levene die Musik und Vicious die Texte beigetragen haben soll. Um diese Zeit trug er zur Gründung der Slits bei und gab Viv Albertine Gitarrenunterricht.
Anfang 1978 trennten sich die Sex Pistols am Ende ihrer Amerika-Tour. John Lydon erinnerte sich an Levenes Angebot, mit ihm zusammenzuarbeiten und kontaktierte ihn kurze Zeit nach einem Urlaub in Jamaika. Daraufhin gründeten sie gemeinsam mit Lydons altem Schulfreund Jah Wobble am Bass und dem kurz darauf dazugestoßenen Jim Walker am Schlagzeug Public Image Limited. Bereits auf der Debüt-Single Public Image prägte Levene mit seinem Gitarrenspiel den Sound der Band. Im Dezember 1978 veröffentliche Levene gemeinsam mit Jah Wobble die EP Steel Leg V. The Electric Dread, auf welchem Levene neben der Gitarre auch erstmals am Schlagzeug zu hören ist. Im selben Monat wurde PiLs Debüt-Album Public Image: first issue veröffentlicht und erreichte Platz 22 in den UK Album Charts. Danach spielte Levene noch auf den Alben Metal Box (1979) und The Flowers of Romance (1980), wobei er neben der Gitarre auch am Synthesizer, Schlagzeug und Bass zu hören ist.
Mitte 1983 verließ Levene während der Aufnahmen für ein geplantes vierte Album aufgrund von musikalischen und persönlichen Differenzen mit Lydon die Band. Im September erschien mit This Is Not A Love Song der letzte PiL-Song mit Levenes Beteiligung und erreichte Platz 5 in den UK Single Charts. In Abwesenheit von PiL entwendete Levene alle bisherigen Aufnahmen und veröffentlichte sie als Commercial Zone. 1984 veröffentlichte PiL mit This Is What You Want... This Is What You Get eine neu aufgenommene offizielle Version des Albums.
1984 zog Levene an die Westküste von Amerika und wandte sich zeitweilig von der Musik ab, um sich mit Grafikdesign und Programmierung zu beschäftigen. 1986 steuerte er den Soundtrack zu Penelope Spheeris’ Film Hollywood Vice Squad bei. Zwischen 1981 und 1992 arbeitete Levene gelegentlich an kleineren Projekten mit On-U-Sound-Records, unter anderem eine Kollaboration mit Jah Wobble auf Gary Clails Album End of the Century Party.
1987 veröffentlichte Levene mit der 2011 Back to Black-EP sein erstes Solo-Werk seit seinem Abgang bei PiL. 1989 folgte mit Violent Opposition ein vollständiges Album mit Gastauftritten von verschiedenen Künstlern (u. a. Flea von den Red Hot Chili Peppers). Anfang der 90er kehrte Levene nach London zurück und arbeitete kurzzeitig mit Glan Matlock in The Mavericks zusammen. Von 1994 bis 2000 zog er sich wegen einer schweren Erkrankung seiner Frau, der Ex-Journalistin Shelly da Cunha, komplett aus der Musikszene zurück.
Seit 2000 versuchte Levene mit seinem neuen Musikprojekt Murder Global Fuß zu fassen und veröffentlichte 2002 die Solo-EP Killer in the Crowd, die wenig Resonanz bekam. 2008 folgte ein Album mit dem Titel Murder Global Demos. Er arbeitete außerdem an kleineren Projekten mit britischen und norwegischen Dub- und Hip-Hop-Künstlern und betrieb seinen eigenen YouTube-Kanal mit Videografiken und Soundexperimenten.
Nachdem Levene & Wobble nicht für die Reunion von Public Image Limited im Jahre 2009 in Betracht gezogen wurden, gingen sie zwischen 2010 und 2012 zusammen auf Tour, um PiL Songs aufzuführen. Aus dieser Zusammenarbeit entstand auch das 2012 erschienene Yin & Yang Album.
2014 arbeitete er in Prag an Commercial Zone 2014, eine – laut eigener Aussage – Neuinterpretation von Commercial Zone von 1984, welches durch eine Crowdsourcing-Kampagne finanziert wurde. CZ2014 stellt Levenes letzte Arbeit als Solo-Künstler dar.
2019 trug er neben vielen anderen Künstlern zu A Very British Coup, einem von Jah Wobble initiierten Protest-Song gegen die politische Lage zum Brexit im Vereinigten Königreich. Im dazugehörigen Musikvideo ist er an der Gitarre zu sehen. Der Song ist die letzte musikalische Arbeit, an der Levene beteiligt war.
Levene starb am 11. November 2022 im Alter von 65 Jahren in der ostenglischen Grafschaft Norfolk an den Folgen von Leberkrebs.

## Diskografie

### Alben
- Public Image: first issue (1978/Public Image Limited)[11]
- Metal Box/Second Edition (1979/1980/Public Image Limited)[12]
- Paris au Printemps (1980/Public Image Limited)[13]
- The Flowers of Romance (1981/Public Image Limited)[14]
- Commercial Zone (1984/Public Image Limited)[15]
- Violent Opposition (1989)[16]
- Murder Global Demos (2008)[17]
- Yin and Yang (2012/Jah Wobble & Keith Levene)[18]
- Search 4 Absolute Zero (2013)[19]
- Commercial Zone 2014 (2014)[20]

### Singles & EPs
- Public Image (1978/Public Image Limited)[21]
- Steel Leg V. The Electric Dread (1978/Jah Wobble, Don Letts & Keith Levene)
- Death Disco (1979/Public Image Limited)[22]
- Memories (1979/Public Image Limited)[23]
- Flowers of Romance (1981/Public Image Limited)[24]
- 2011 - Back to Black (1987)[25]
- Keith Levene's Violent Opposition (1988)[26]
- If Six Was 9 (1988)[27]
- Stille Im Meine Hamburg/Clothesline (1990/Kendra Smith, Keith Levene & Hillel Slovak)[28]
- Murder Global: Killer In The Crowd (2002)[29]
- E.P (2012/Jah Wobble & Keith Levene)[30]
- A Very British Coup (2019/Jah Wobble mit Keith Levene, Richard Dudanski, Mark Stewart, Andrew Weatherall & Youth)[31]